# ماتياس أهرينس
ماتياس أهرينس (بالألمانية: Matthias Ahrens)‏ هو مدرب البياثلون ‏ ألماني، ولد في 26 مايو 1961 في روهبولدينج في ألمانيا.